# Grand Prix automobile du Maroc 1958
GP précédent GP suivant
Le Grand Prix du Maroc 1958 (VII Grand Prix du Maroc), disputé sur le circuit urbain Ain-Diab à Casablanca le 19 octobre 1958, est la soixante-quinzième épreuve du championnat du monde de Formule 1 courue depuis 1950 et la onzième et dernière manche du championnat 1958. La course est également ouverte aux monoplaces de Formule 2, qui bénéficient d'un classement séparé.

## Contexte avant le Grand Prix

### Le championnat du monde

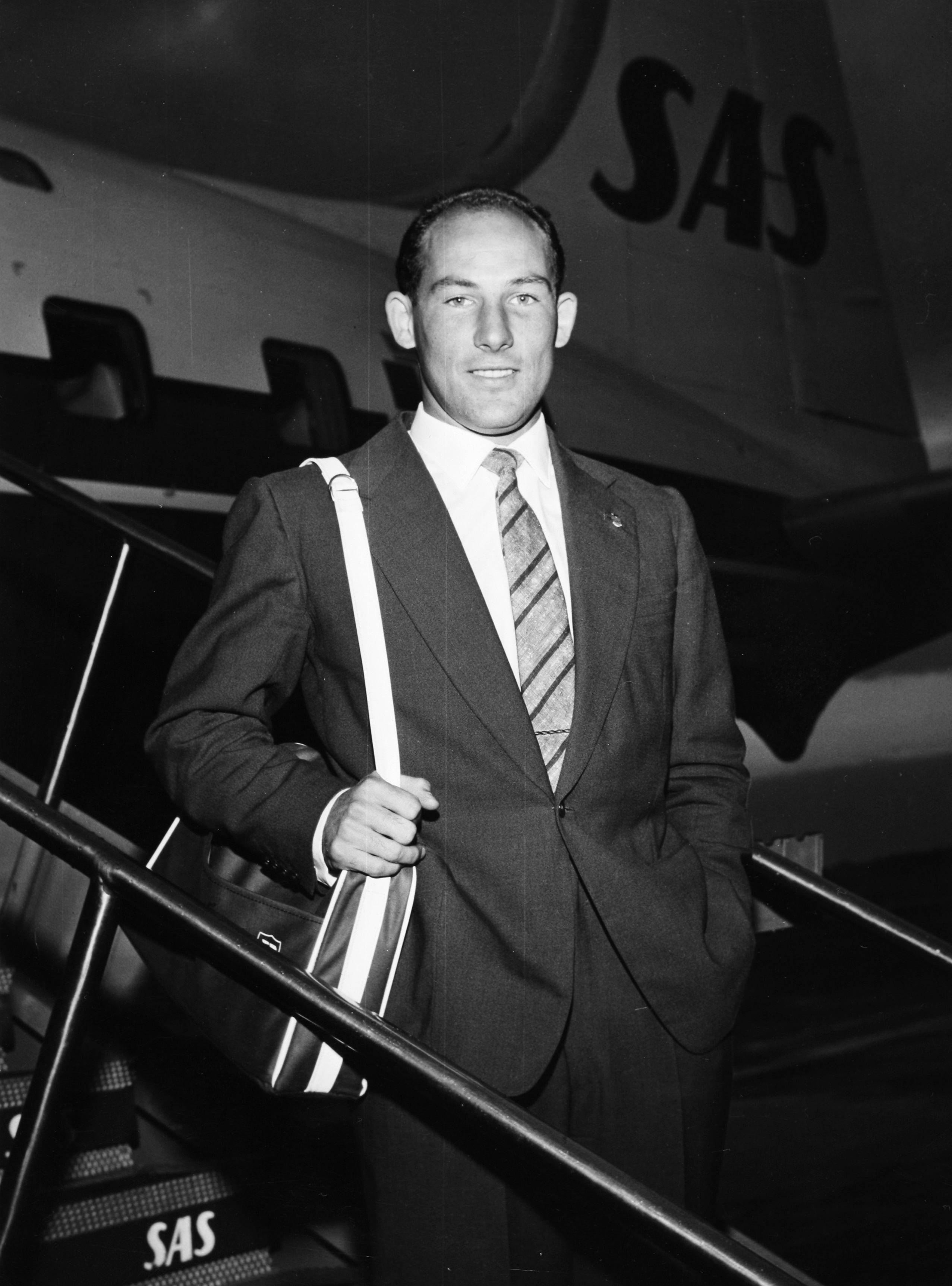
Avant la dernière manche, Stirling Moss (vu ici en 1958) n'a plus qu'une faible chance de remporter le titre.

La saison 1958 s'est révélée particulièrement cruelle pour le monde des Grands Prix, marquée par la disparition accidentelle de trois pilotes de premier plan lors d'épreuves du championnat. La première victime fut l'Américain Pat O'Connor, pris dans le gigantesque carambolage du premier tour des 500 miles d'Indianapolis à la fin du mois de mai. Cinq semaines plus tard, lors du Grand Prix de France disputé sur le circuit de Reims, le pilote italien Luigi Musso payait chèrement une erreur de pilotage alors qu'il tentait de rattraper son coéquipier Mike Hawthorn. Un autre pilote de la Scuderia Ferrari disparaissait le mois suivant dans des circonstances analogues, Peter Collins se tuant sur le Nürburgring alors qu'il disputait le commandement à son compatriote britannique Tony Brooks.
Sur le plan sportif, malgré un début d'année ayant consacré les petites Cooper à moteur central arrière, victorieuses sur les circuits tortueux d'Argentine (avec Stirling Moss) et de Monaco (avec Maurice Trintignant), la suite de la saison s'est résumée en un affrontement entre les Ferrari et les Vanwall, monoplaces parfaitement adaptées à la nouvelle réglementation limitant la longueur des épreuves à trois cents kilomètres (contre cinq cents auparavant) et imposant l'utilisation du carburant de type 'Avgas' employé en aviation. Dernière manche de l'année, le Grand Prix du Maroc doit désigner le successeur de Juan Manuel Fangio, qui s'est retiré de la scène sportive après cinq titres mondiaux. Le titre doit se jouer entre Stirling Moss, qui a engrangé trois victoires cette saison (une sur Cooper et deux sur Vanwall), et Mike Hawthorn. Malgré son unique victoire en France, le pilote Ferrari est en position de force avant la dernière épreuve : ayant accumulé les secondes places et les records du tour alors que son rival jouait souvent de malchance, Hawthorn compte en effet huit points d'avance. Même en cas de victoire de Moss au Maroc, assortie du record du tour, il lui suffit de terminer second derrière son adversaire pour s'approprier le titre.

### Le circuit
Développant plus de sept kilomètres et demi, le circuit d'Ain-Diab, situé dans les faubourgs populaires de Casablanca, fut utilisé pour la première fois en 1957 à l'occasion du Grand Prix du Maroc. Son tracé très rapide emprunte des boulevards au revêtement poussiéreux et ne présente pas de difficulté technique particulière. Lors de l'épreuve inaugurale, le Français Jean Behra avait imposé sa Maserati à plus de 181 km/h de moyenne.

## Monoplaces en lice
- Ferrari Dino 246 "Usine"

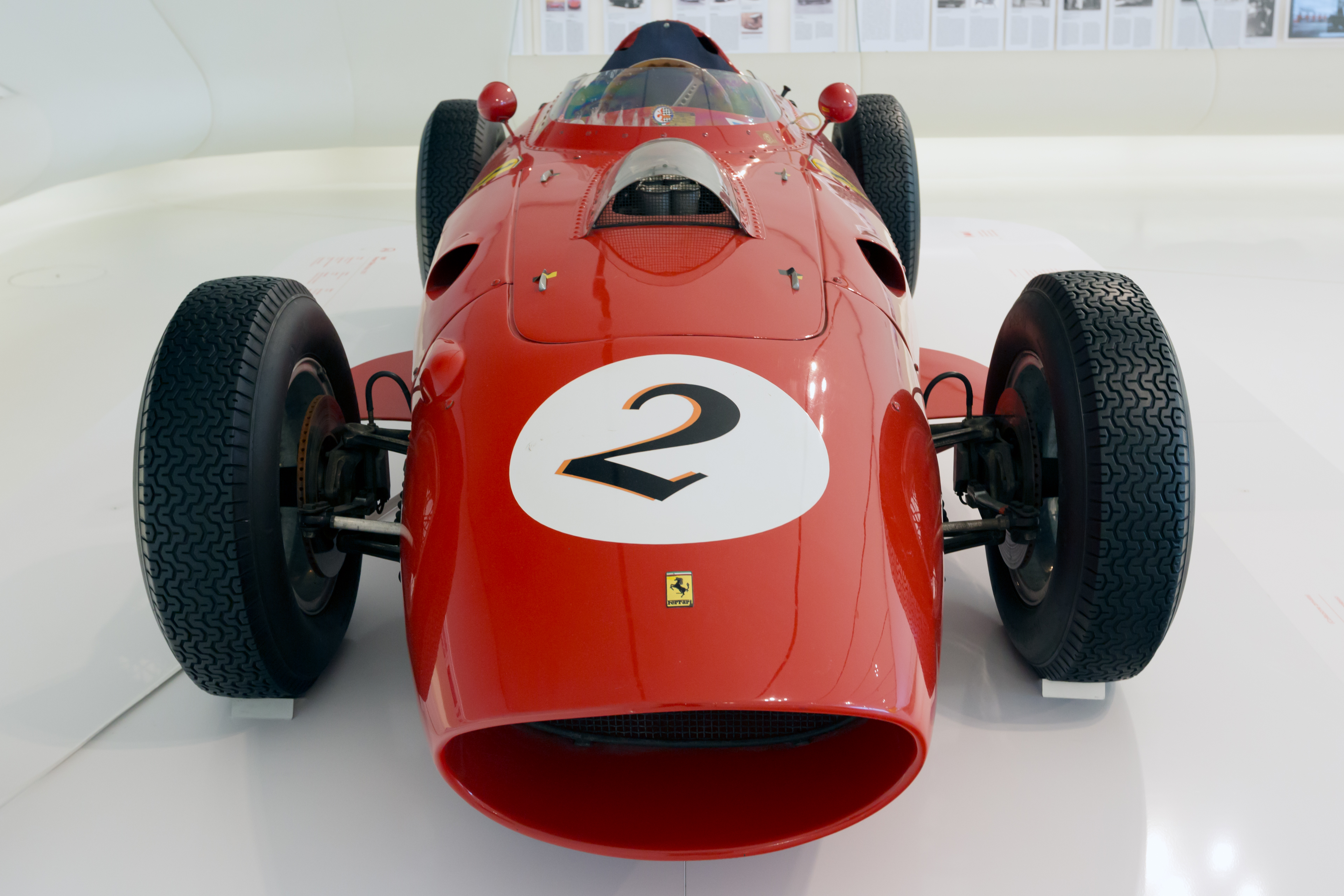
Deux des trois Dino engagées sont équipées de freins à disque.

L'équipe Ferrari a engagé trois Dino. Ces monoplaces de 650 kg sont les plus puissantes du plateau grâce à leur moteur V6 de 2 417 cm3, alimenté par trois carburateurs double corps, qui développe 290 chevaux à 8 300 tr/min. En l'absence de Wolfgang von Trips, blessé lors du Grand Prix d'Italie, Mike Hawthorn est épaulé par Phil Hill et Olivier Gendebien, vainqueurs des dernières 24 Heures du Mans. La voiture de Hawthorn est équipée de freins à disque Dunlop, essayés pour la première fois par la Scuderia à Monza ; celle de Gendebien dispose pour la première fois en course de freins à disque Girling, tandis que Hill se contente d'une traditionnelle version à tambours.
- Vanwall VW "Usine"

Tony Vandervell aligne son équipe habituelle de pilotes britanniques, composée de Stirling Moss, Tony Brooks et Stuart Lewis-Evans. Les Vanwall, dont le moteur quatre cylindres fournit environ 270 chevaux à 7 400 tr/min, sont certes moins puissantes que les Ferrari mais presque aussi rapides en pointe grâce à leur aérodynamique très poussée. Outre leur excellente tenue de route, elles ont pour principal atout un freinage (par disques Dunlop) endurant et très au point.
- BRM P25 "Usine"

Très prometteuses à leurs débuts en 1955, les BRM P25 n'ont cependant jamais connu la réussite en championnat, se révélant souvent délicates à mettre au point et fragiles en course. De plus, l'imposition du carburant 'Avgas' cette saison a entraîné une lourde perte de puissance du moteur quatre cylindres de la marque, dont la version 1958 à cinq paliers plafonne à 250 chevaux, alors que l'année précédente la version à quatre paliers et carburant libre dépassait les 270 chevaux. Grâce à son agilité et son poids mesuré (environ 550 kg), la P25 peut cependant se montrer très compétitive sur les circuits sinueux. Pour la première fois cette saison la marque aligne quatre voitures, confiées à Jean Behra, Harry Schell, Joakim Bonnier et Ron Flockhart, ce dernier effectuant son retour après son accident du Grand Prix de Rouen.
- Cooper T45 "Usine"

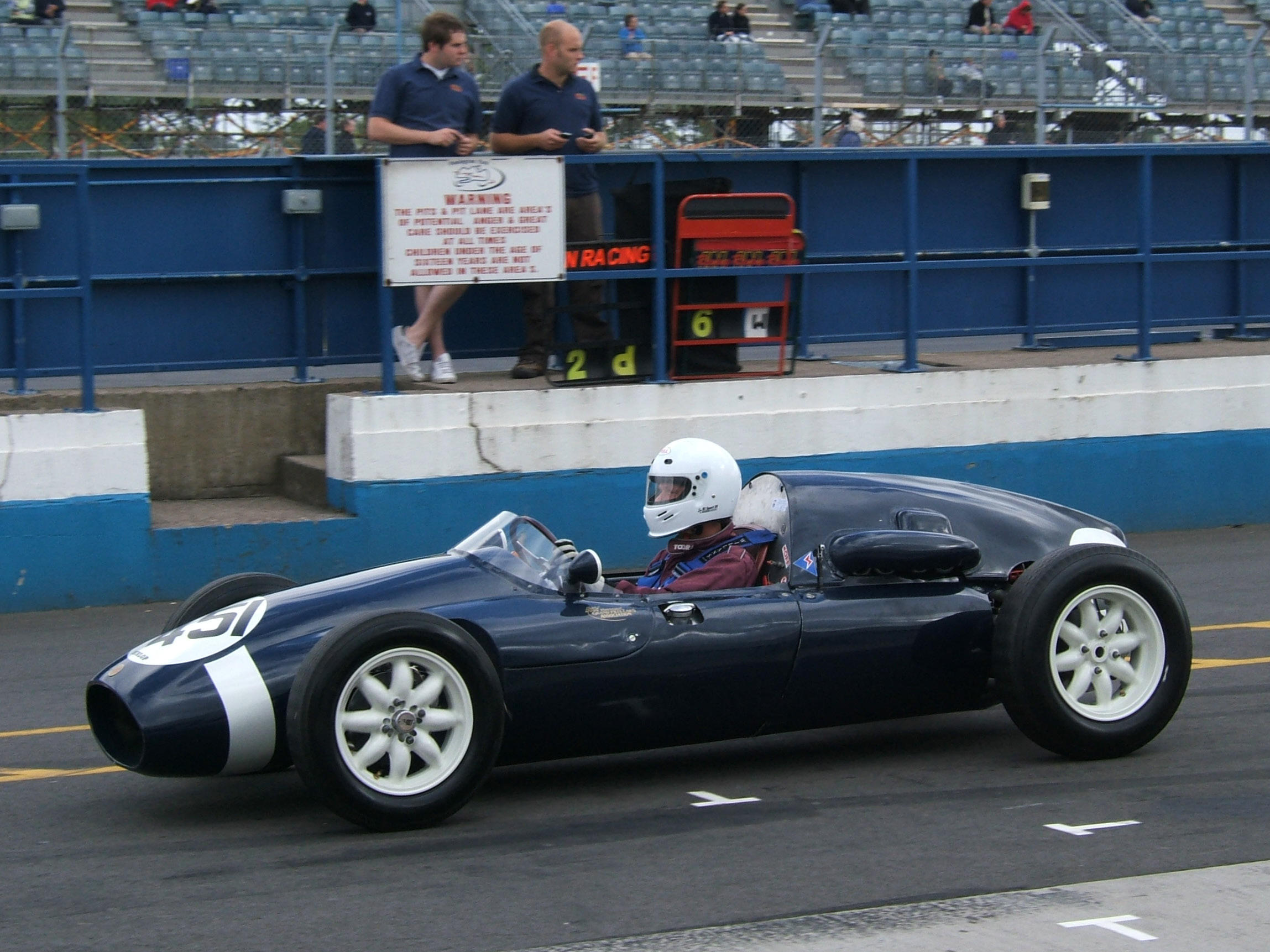
Une Cooper T45 lors d'une course historique.

La course étant également ouverte aux monoplaces de Formule 2, John Cooper a engagé deux T45 F1 pour Roy Salvadori et Jack Fairman et deux T45 F2 pour Jack Brabham et Bruce McLaren (Brabham a choisi de courir en F2 car il vise le trophée Autocar récompensant le meilleur pilote de la saison dans cette catégorie, Fairman le remplaçant pour la circonstance dans l'équipe F1). Seules monoplaces du plateau à moteur central arrière, les petites Cooper sont particulièrement légères (moins de 500 kg) et maniables ; malgré la modeste puissance (194 chevaux, 6 250 tr/min) de leur quatre cylindres Coventry Climax FPF de 2 200 cm3, elles ont à plusieurs reprises tenu tête aux Ferrari et Vanwall sur les tracés sinueux. Les versions F2 disposent également du moteur Climax FPF, dans sa version 1 500 cm3 (141 chevaux à 7 300 tr/min). Aux côtés de l'équipe d'usine, Rob Walker aligne une T45 F1 pour Maurice Trintignant et une F2 pour François Picard. Lewis-Evans a préféré épauler Moss chez Vanwall plutôt que de défendre ses chances pour le trophée Autocar, il est remplacé par Tom Bridger au volant de la T45 F2 de l'équipe British Racing Partnership. Engagés à titre privé, André Guelfi et Robert La Caze disposent de voitures identiques.
- Lotus 12 & 16 "Usine"

Conçues par Colin Chapman, les petites Lotus disposent du même moteur Climax FPF que les Cooper, mais monté à l'avant. Graham Hill est au volant de la récente Type 16 (surnommée la mini Vanwall, cette monoplace ne pèse que 450 kg), tandis que Cliff Allison dispose d'une Type 12 de l'année passé.
- Maserati 250F

Retirée de la scène des Grands Prix fin 1957, Maserati a vendu la plupart de ses monoplaces à des équipes ou pilotes privés. L'écurie Temple Buell a racheté l'ultime évolution de la 250F, la version 'Piccolo', plus légère que les versions précédentes. Elle est confiée à Masten Gregory. De son côté, la Scuderia Centro Sud aligne deux 250F classiques pour Wolfgang Seidel et Gerino Gerini, et Hans Herrmann dispose d'une de celles de l'écurie de Joakim Bonnier. Ne bénéficiant plus du support de l'usine, ces monoplaces à moteur six cylindres de 270 chevaux ne sont plus en mesure de figurer en tête du peloton.
- Emeryson 56

Paul Emery avait engagé la monoplace conçue en collaboration avec son frère quelques années auparavant et animée par un moteur quatre cylindres Alta d'environ 240 chevaux, mais a finalement renoncé à un déplacement au Maroc.

## Coureurs inscrits
| no | Pilote              | Écurie                     | Constructeur | Modèle                   | Moteur             | Pneumatiques |
| -- | ------------------- | -------------------------- | ------------ | ------------------------ | ------------------ | ------------ |
| 2  | Olivier Gendebien   | Scuderia Ferrari           | Ferrari      | Ferrari Dino 246         | Ferrari V6         | E            |
| 4  | Phil Hill           | Scuderia Ferrari           | Ferrari      | Ferrari Dino 246         | Ferrari V6         | E            |
| 6  | Mike Hawthorn       | Scuderia Ferrari           | Ferrari      | Ferrari Dino 246         | Ferrari V6         | E            |
| 8  | Stirling Moss       | Vandervell Products        | Vanwall      | Vanwall VW10 Vanwall VW5 | Vanwall L4         | D            |
| 10 | Tony Brooks         | Vandervell Products        | Vanwall      | Vanwall VW5 Vanwall VW10 | Vanwall L4         | D            |
| 12 | Stuart Lewis-Evans  | Vandervell Products        | Vanwall      | Vanwall VW4              | Vanwall L4         | D            |
| 14 | Jean Behra          | Owen Racing Organisation   | BRM          | BRM P25                  | BRM L4             | D            |
| 16 | Harry Schell        | Owen Racing Organisation   | BRM          | BRM P25                  | BRM L4             | D            |
| 18 | Joakim Bonnier      | Owen Racing Organisation   | BRM          | BRM P25                  | BRM L4             | D            |
| 20 | Ron Flockhart       | Owen Racing Organisation   | BRM          | BRM P25                  | BRM L4             | D            |
| 22 | Masten Gregory      | Temple Buell               | Maserati     | Maserati 250F            | Maserati L6        | P            |
| 24 | Hans Herrmann       | Joakim Bonnier             | Maserati     | Maserati 250F            | Maserati L6        | P            |
| 26 | Wolfgang Seidel     | Scuderia Centro Sud        | Maserati     | Maserati 250F            | Maserati L6        | P            |
| 28 | Gerino Gerini       | Scuderia Centro Sud        | Maserati     | Maserati 250F            | Maserati L6        | P            |
| 30 | Roy Salvadori       | Cooper Car Company         | Cooper       | Cooper T45               | Coventry Climax L4 | D            |
| 32 | Jack Fairman        | Cooper Car Company         | Cooper       | Cooper T45               | Coventry Climax L4 | D            |
| 34 | Cliff Allison       | Team Lotus                 | Lotus        | Lotus 12                 | Coventry Climax L4 | D            |
| 36 | Graham Hill         | Team Lotus                 | Lotus        | Lotus 16                 | Coventry Climax L4 | D            |
| 38 | Maurice Trintignant | Rob Walker Racing Team     | Cooper       | Cooper T45               | Coventry Climax L4 | D            |
| 40 | Paul Emery          | Emeryson Cars              | Emeryson     | Emeryson 56              | Alta L4            | D            |
| 48 | André Guelfi        | Privé                      | Cooper       | Cooper T45 (F2)          | Coventry Climax L4 | D            |
| 50 | Jack Brabham        | Cooper Car Company         | Cooper       | Cooper T45 (F2)          | Coventry Climax L4 | D            |
| 52 | Bruce McLaren       | Cooper Car Company         | Cooper       | Cooper T45 (F2)          | Coventry Climax L4 | D            |
| 54 | François Picard     | Rob Walker Racing Team     | Cooper       | Cooper T45 (F2)          | Coventry Climax L4 | D            |
| 56 | Tom Bridger         | British Racing Partnership | Cooper       | Cooper T45 (F2)          | Coventry Climax L4 | D            |
| 58 | Robert La Caze      | Privé                      | Cooper       | Cooper T45 (F2)          | Coventry Climax L4 | D            |

- Note : Stirling Moss et Tony Brooks ont échangé leurs voitures au cours des essais, Moss conservant ensuite la VW5 et Brooks la VW10 pour la course[3].

## Qualifications
Les essais qualificatifs sont organisés les vendredi et samedi après-midi précédant la course. Le temps est radieux le vendredi. Vainqueur l'année précédente, Jean Behra se montre le plus rapide de cette première journée au volant de sa BRM, bouclant son meilleur tour à la moyenne de 188,9 km/h. Le lendemain, le temps est couvert et une brume marine enveloppe le circuit. La piste est cependant parfaitement sèche et Behra parvient à améliorer de plus d'une seconde sa performance de la veille. Il est toutefois battu par un Mike Hawthorn en très grande forme, qui réalise 191,6 km/h de moyenne au volant de sa Ferrari. Stirling Moss tente bien de prendre l'avantage sur son rival mais alors qu'il effectue un tour rapide le moteur de sa Vanwall casse. Moss emprunte alors la monoplace de son coéquipier Tony Brooks, avec laquelle il va s'approcher, en fin de séance, à un dixième de seconde du temps de Hawthorn. Ce dernier s'octroie donc la pole position et partira à la corde de la première ligne au côté de Moss et de Stuart Lewis-Evans (Vanwall), Behra étant relégué à la corde de la deuxième ligne. En Formule 2, Jack Brabham a outrageusement dominé les deux journées d'essais au volant de sa Cooper d'usine. À plus de 175 km/h de moyenne, il a battu de plus de cinq secondes son coéquipier Bruce McLaren.
| Pos. | Pilote              | Écurie             | Temps        | Écart    |
| ---- | ------------------- | ------------------ | ------------ | -------- |
| 1    | Mike Hawthorn       | Ferrari            | 2 min 23 s 1 |          |
| 2    | Stirling Moss       | Vanwall            | 2 min 23 s 2 | + 0 s 1  |
| 3    | Stuart Lewis-Evans  | Vanwall            | 2 min 23 s 7 | + 0 s 6  |
| 4    | Jean Behra          | BRM                | 2 min 23 s 8 | + 0 s 7  |
| 5    | Phil Hill           | Ferrari            | 2 min 24 s 1 | + 1 s 0  |
| 6    | Olivier Gendebien   | Ferrari            | 2 min 24 s 3 | + 1 s 2  |
| 7    | Tony Brooks         | Vanwall            | 2 min 24 s 4 | + 1 s 3  |
| 8    | Joakim Bonnier      | BRM                | 2 min 24 s 9 | + 1 s 8  |
| 9    | Maurice Trintignant | Cooper-Climax      | 2 min 26 s 0 | + 2 s 9  |
| 10   | Harry Schell        | BRM                | 2 min 26 s 4 | + 3 s 3  |
| 11   | Jack Fairman        | Cooper-Climax      | 2 min 27 s 0 | + 3 s 9  |
| 12   | Graham Hill         | Lotus-Climax       | 2 min 27 s 1 | + 4 s 0  |
| 13   | Masten Gregory      | Maserati           | 2 min 27 s 6 | + 4 s 5  |
| 14   | Roy Salvadori       | Cooper-Climax      | 2 min 28 s 6 | + 5 s 5  |
| 15   | Ron Flockhart       | BRM                | 2 min 29 s 8 | + 6 s 7  |
| 16   | Cliff Allison       | Lotus-Climax       | 2 min 33 s 7 | + 10 s 6 |
| 17   | Gerino Gerini       | Maserati           | 2 min 35 s 1 | + 12 s 0 |
| 18   | Hans Herrmann       | Maserati           | 2 min 35 s 1 | + 12 s 0 |
| 19   | Jack Brabham        | Cooper-Climax (F2) | 2 min 36 s 6 | + 13 s 5 |
| 20   | Wolfgang Seidel     | Maserati           | 2 min 38 s 2 | + 15 s 1 |
| 21   | Bruce McLaren       | Cooper-Climax (F2) | 2 min 41 s 7 | + 18 s 6 |
| 22   | Tom Bridger         | Cooper-Climax (F2) | 2 min 42 s 5 | + 19 s 4 |
| 23   | Robert La Caze      | Cooper-Climax (F2) | 2 min 43 s 1 | + 20 s 0 |
| 24   | François Picard     | Cooper-Climax (F2) | 2 min 46 s 4 | + 23 s 3 |
| 25   | André Guelfi        | Cooper-Climax (F2) | 2 min 47 s 8 | + 24 s 7 |

## Grille de départ du Grand Prix
| 1re ligne | Pos. 3                           |                               | Pos. 2                         |                                 | Pos. 1                         |
|           | Lewis-Evans Vanwall 2 min 23 s 7 |                               | Moss Vanwall 2 min 23 s 2      |                                 | Hawthorn Ferrari 2 min 23 s 1  |
| 2e ligne  |                                  | Pos. 5                        |                                | Pos. 4                          |                                |
|           |                                  | P. Hill Ferrari 2 min 24 s 1  |                                | Behra BRM 2 min 23 s 8          |                                |
| 3e ligne  | Pos. 8                           |                               | Pos. 7                         |                                 | Pos. 6                         |
|           | Bonnier BRM 2 min 24 s 9         |                               | Brooks Vanwall 2 min 24 s 4    |                                 | Gendebien Ferrari 2 min 24 s 3 |
| 4e ligne  |                                  | Pos. 10                       |                                | Pos. 9                          |                                |
|           |                                  | Schell BRM 2 min 26 s 4       |                                | Trintignant Cooper 2 min 26 s 0 |                                |
| 5e ligne  | Pos. 13                          |                               | Pos. 12                        |                                 | Pos. 11                        |
|           | Gregory Maserati 2 min 27 s 6    |                               | G. Hill Lotus 2 min 27 s 1     |                                 | Fairman Cooper 2 min 27 s 0    |
| 6e ligne  |                                  | Pos. 15                       |                                | Pos. 14                         |                                |
|           |                                  | Flockhart BRM 2 min 29 s 8    |                                | Salvadori Cooper 2 min 28 s 6   |                                |
| 7e ligne  | Pos. 18                          |                               | Pos. 17                        |                                 | Pos. 16                        |
|           | Herrmann Maserati 2 min 35 s 1   |                               | Gerini Maserati 2 min 35 s 1   |                                 | Allison Lotus 2 min 33 s 7     |
| 8e ligne  |                                  | Pos. 20                       |                                | Pos. 19                         |                                |
|           |                                  | Seidel Maserati 2 min 38 s 2  |                                | Brabham Cooper F2 2 min 36 s 6  |                                |
| 9e ligne  | Pos. 23                          |                               | Pos. 22                        |                                 | Pos. 21                        |
|           | La Caze Cooper F2 2 min 43 s 1   |                               | Bridger Cooper F2 2 min 42 s 5 |                                 | McLaren Cooper F2 2 min 41 s 7 |
| 10e ligne |                                  | Pos. 25                       |                                | Pos. 24                         |                                |
|           |                                  | Guelfi Cooper F2 2 min 47 s 8 |                                | Picard Cooper F2 2 min 46 s 4   |                                |

## Déroulement de la course

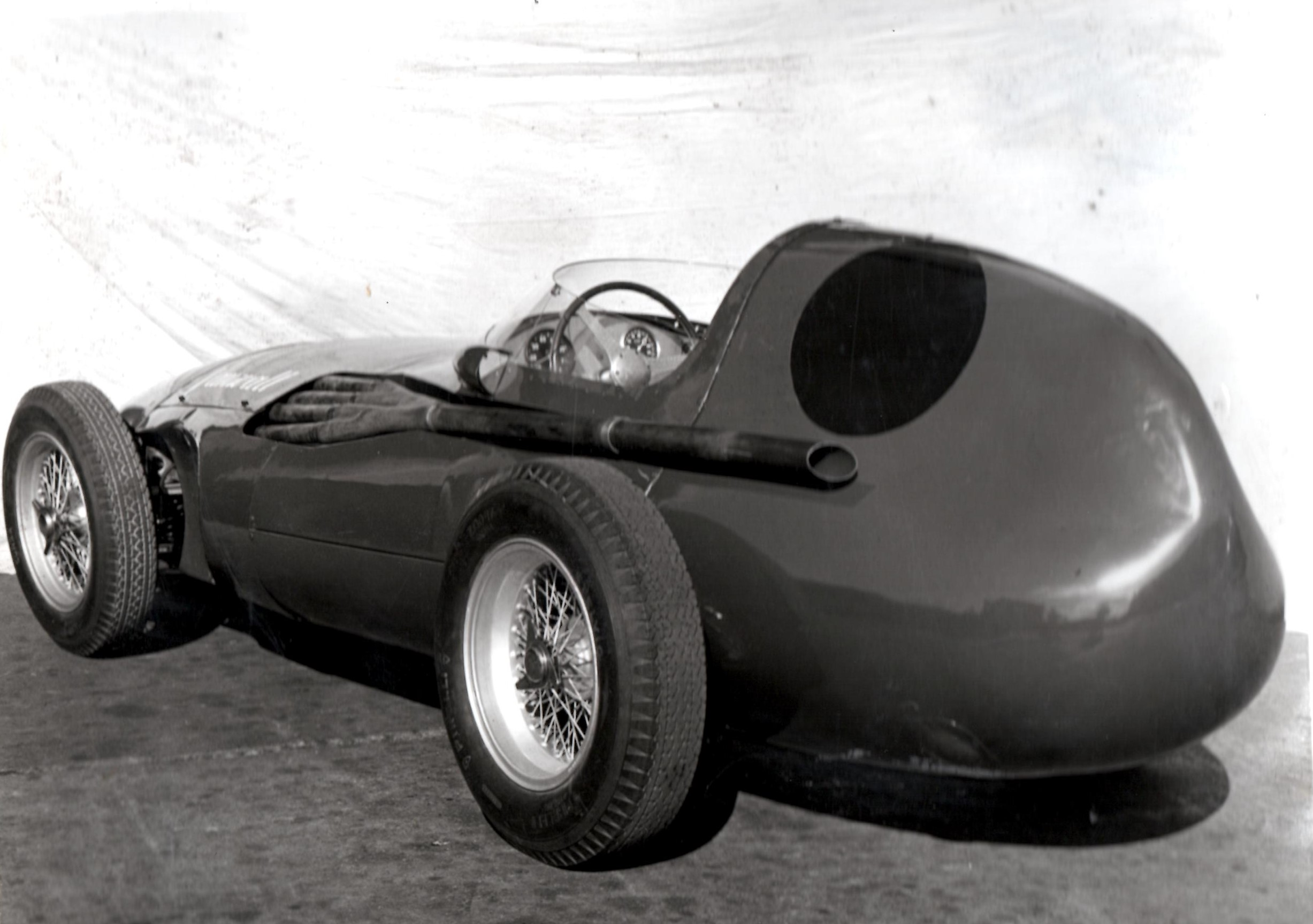
Sixième victoire de la saison pour Vanwall, à qui revient la Coupe des constructeurs 1958.

Il fait très beau le jour de la course, et le public est venu en masse ; près de cent mille spectateurs sont présents pour assister au dénouement de la saison. Alors que Mike Hawthorn, soucieux de ménager l'embrayage de sa Ferrari, effectue un départ très prudent, Stirling Moss bondit en tête au volant de sa Vanwall. Il négocie le premier virage avec une longueur d'avance sur la Ferrari de Phil Hill, qui précède de peu la Vanwall de Stuart Lewis-Evans. Auteur d'un parfait envol depuis la troisième ligne, Joakim Bonnier (BRM) est quatrième, juste devant Hawthorn au coude à coude avec la troisième Vanwall, pilotée par Tony Brooks. Moss repasse le premier devant les stands, avec Hill dans ses roues. Tous deux possèdent déjà quatre secondes d'avance sur Hawthorn et Bonnier, alors que Lewis-Evans a rétrogradé en sixième position derrière son coéquipier Brooks. Au cours du deuxième tour, Hill parvient à se porter à la hauteur de Moss, les deux hommes roulant de front sur une partie de la ligne droite ; le Britannique, retardant au maximum ses freinages, conserve toutefois l'avantage en repassant devant la tribune principale. À l'amorce du virage suivant, Hill porte une nouvelle attaque sur Moss, mais ce dernier, avantagé par les freins à disques de sa Vanwall, parvient à négocier parfaitement la courbe tandis que le pilote américain part à la faute, effectuant une embardée qui l'oblige à prendre l'échappatoire et lui coûte deux places, au profit de Hawthorn et Bonnier. Il repart aussitôt au combat et deux boucles plus tard dépasse Bonnier pour le gain de la troisième place. Deux tours encore, et il est dans les roues de son coéquipier Hawthorn, qui lui cède immédiatement le passage afin qu'il aille à nouveau attaquer Moss. Celui-ci a toutefois la situation sous contrôle, sa monoplace, bien que légèrement moins rapide que la Ferrari en pointe, se comportant à merveille sur ce circuit. En quelques tours, il parvient à se construire une avance de neuf secondes, qui le met à l'abri des assauts du pilote américain. Brooks, de son côté, a accéléré la cadence. Il est rapidement revenu sur Bonnier, qu'il a dépassé au douzième tour, et revient maintenant sur la Ferrari qui le précède. Il est alors le plus rapide en course ; il boucle le dix-huitième tour à la moyenne de 191,4 km/h, établissant un nouveau record, et au suivant il s'adjuge la troisième place, au détriment d'Hawthorn qui voit ses chances au championnat sérieusement compromises.
Au vingtième passage devant les stands, Moss a effectivement pris une sérieuse option sur le titre mondial. Il précède alors Hill de plus de treize secondes. Brooks, troisième à plus d'une demi-minute de son coéquipier, devance maintenant Hawthorn d'une centaine de mètres. Ce dernier doit absolument réagir s'il veut défendre ses chances au championnat, son objectif étant la seconde place à l'arrivée de la course, une position qu'Hill est tout disposé à lui céder en fin d'épreuve. Alors que Moss vient de s’approprier le record à 192,4 km/h de moyenne, Hawthorn reprend bientôt les quelques secondes qui le séparent de Brooks et un duel serré s'engage entre les deux hommes, qui vont échanger leurs positions à plusieurs reprises. L'issue du combat reste incertaine jusqu'au trentième tour : alors qu'Olivier Gendebien, qui naviguait à la sixième place au volant de la troisième Ferrari, vient de sortir de la route, se blessant légèrement au visage, le moteur de la Vanwall de Brooks explose soudainement, répandant toute son huile sur la piste ; son pilote ne peut éviter un double tête-à-queue mais parvient néanmoins à ramener sa monoplace au stand. Son abandon compromet fortement les chances de Moss, Hawthorn étant désormais confortablement installé à la troisième place, plus de quinze secondes devant Bonnier et Lewis-Evans, ce dernier ne semblant pas en mesure de venir épauler son coéquipier. Les positions restent stables pendant une dizaine de tours, Hill ayant légèrement baissé son allure pour permettre à Hawthorn de le rejoindre. Et au trente-neuvième tour, l'Américain cède le passage à son leader, lui ouvrant la route du titre mondial. Dernier allié de Moss, Lewis-Evans va à son tour être victime de l'explosion de son moteur au quarante-deuxième tour ; aspergée d'huile la Vanwall s'embrase aussitôt et sort de la route. Le pilote parvient à s'en extraire mais sa combinaison est en flammes ; paniqué, Lewis-Evans se met à courir, retardant l'intervention des commissaires et subissant de très graves brûlures qui vont entraîner sa mort une semaine plus tard.
Ignorant l'état de son compatriote, Moss fonce vers la victoire. Il franchit la ligne avec près d'une minute et demie d'avance sur les Ferrari d'Hawthorn et Hill, qui ont considérablement ralenti en fin d'épreuve. Vingt secondes derrière, Bonnier obtient une belle quatrième place pour son second Grand Prix sur BRM, loin devant son coéquipier Harry Schell. Malgré sa magnifique victoire assortie du record de la piste, Moss échoue d'un point au championnat face à Hawthorn qui devient le premier pilote britannique sacré champion du monde, dans une ambiance malheureusement assombrie par le sort de leur jeune compagnon Lewis-Evans. En Formule 2, Jack Brabham a dominé toute la course sur sa Cooper officielle ; il s'impose avec un tour d'avance sur son coéquipier Bruce McLaren et remporte le trophée Autocar 1958.

### Classements intermédiaires
Classements intermédiaires des monoplaces aux premier, troisième, cinquième, dixième, quinzième, vingtième, vingt-cinquième, trentième et quarantième tours,.

### Classement de la course
| Pos  | No | Pilote              | Écurie             | Tours | Temps/Abandon     | Grille | Points |
| ---- | -- | ------------------- | ------------------ | ----- | ----------------- | ------ | ------ |
| 1    | 8  | Stirling Moss       | Vanwall            | 53    | 2 h 09 min 15 s 1 | 2      | 9      |
| 2    | 6  | Mike Hawthorn       | Ferrari            | 53    | + 1 min 24 s 7    | 1      | 6      |
| 3    | 4  | Phil Hill           | Ferrari            | 53    | + 1 min 25 s 5    | 5      | 4      |
| 4    | 18 | Jo Bonnier          | BRM                | 53    | + 1 min 46 s 7    | 8      | 3      |
| 5    | 16 | Harry Schell        | BRM                | 53    | + 2 min 33 s 7    | 10     | 2      |
| 6    | 22 | Masten Gregory      | Maserati           | 52    | + 1 tour          | 13     |        |
| 7    | 28 | Roy Salvadori       | Cooper-Climax      | 51    | + 2 tours         | 14     |        |
| 8    | 30 | Jack Fairman        | Cooper-Climax      | 50    | + 3 tours         | 11     |        |
| 9    | 38 | Hans Herrmann       | Maserati           | 50    | + 3 tours         | 18     |        |
| 10   | 34 | Cliff Allison       | Lotus-Climax       | 49    | + 4 tours         | 16     |        |
| 11   | 50 | Jack Brabham        | Cooper-Climax (F2) | 49    | + 4 tours         | 19     |        |
| 12   | 26 | Gerino Gerini       | Maserati           | 48    | + 5 tours         | 17     |        |
| 13   | 52 | Bruce McLaren       | Cooper-Climax (F2) | 48    | + 5 tours         | 21     |        |
| 14   | 58 | Robert La Caze      | Cooper-Climax (F2) | 48    | + 5 tours         | 23     |        |
| 15   | 48 | André Guelfi        | Cooper-Climax (F2) | 48    | + 5 tours         | 25     |        |
| 16   | 32 | Graham Hill         | Lotus-Climax       | 45    | + 7 tours         | 12     |        |
| Abd. | 12 | Stuart Lewis-Evans  | Vanwall            | 41    | Accident          | 3      |        |
| Abd. | 54 | François Picard     | Cooper-Climax (F2) | 31    | Accident          | 24     |        |
| Abd. | 56 | Tom Bridger         | Cooper-Climax (F2) | 30    | Accident          | 22     |        |
| Abd. | 10 | Tony Brooks         | Vanwall            | 29    | Moteur            | 7      |        |
| Abd. | 2  | Olivier Gendebien   | Ferrari            | 29    | Accident          | 6      |        |
| Abd. | 14 | Jean Behra          | BRM                | 26    | Moteur            | 4      |        |
| Abd. | 24 | Wolfgang Seidel     | Maserati           | 15    | Accident          | 20     |        |
| Abd. | 20 | Ron Flockhart       | BRM                | 15    | Arbre à cames     | 15     |        |
| Abd. | 36 | Maurice Trintignant | Cooper-Climax      | 9     | Moteur            | 9      |        |

### Pole position et record du tour
- Pole position :  Mike Hawthorn en 2 min 23 s 1 (vitesse moyenne : 191,648 km/h). Temps réalisé lors de la séance d'essais du samedi 18 octobre[10].
- Meilleur tour en course :  Stirling Moss en 2 min 22 s 5 au vingt-et-unième tour (vitesse moyenne : 192,455 km/h).

### Tours en tête
- Stirling Moss : 53 tours (1-53)

## Classement final du championnat

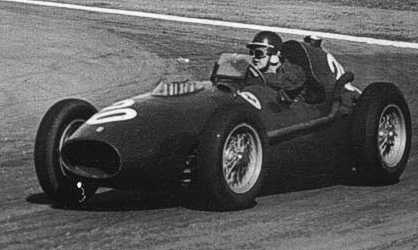
Mike Hawthorn (vu ici en début de saison) est devenu le premier champion du monde britannique de Formule 1.

- Attribution des points : 8, 6, 4, 3, 2 respectivement aux cinq premiers de chaque épreuve et 1 point supplémentaire pour le pilote ayant accompli le meilleur tour en course (signalé par un astérisque).
- Pour la coupe des constructeurs, même barème mais seule la voiture la mieux classée de chaque équipe inscrit des points. Le point du meilleur tour en course n'est pas comptabilisé. Les 500 miles d'Indianapolis ne sont pas pris en compte pour cette coupe, la course n'étant pas ouverte aux monoplaces de formule 1.
- Seuls les six meilleurs résultats sont comptabilisés. Pour le championnat, Hawthorn doit donc décompter les quatre points acquis en Argentine, le point acquis à Monaco et les deux points acquis aux Pays-Bas, totalisant quarante-deux points effectifs pour quarante-neuf points marqués. Pour la coupe des constructeurs, Vanwall doit décompter les six points acquis en France et les trois acquis en Grande-Bretagne, totalisant quarante-huit points effectifs pour cinquante-sept marqués, et Ferrari doit décompter les deux points acquis aux Pays-Bas, les trois acquis en Allemagne, les six acquis en Italie et les six acquis au maroc, totalisant quarante points effectifs pour cinquante-sept marqués.
- Le règlement permet aux pilotes de se relayer sur une même voiture, les points éventuellement acquis étant alors perdus pour pilotes et constructeur[10]. La quatrième place en Italie, partagée par Roy Salvadori et Carroll Shelby, ne rapporte donc aucun point à Maserati, ni à ses pilotes.

| Pos. | Pilote              | Écurie           | Points | ARG | MON | NL | 500 | BEL | FRA | GBR | ALL | POR | ITA | MAR |
| ---- | ------------------- | ---------------- | ------ | --- | --- | -- | --- | --- | --- | --- | --- | --- | --- | --- |
| 1    | Mike Hawthorn       | Ferrari          | 49     | 4   | 1*  | 2  | -   | 7*  | 9*  | 7*  | -   | 7*  | 6   | 6   |
| 2    | Stirling Moss       | Cooper & Vanwall | 41     | 8   | -   | 9* | -   | -   | 6   | -   | 1*  | 8   | -   | 9*  |
| 3    | Tony Brooks         | Cooper           | 24     | -   | -   | -  | -   | 8   | -   | -   | 8   | -   | 8   | -   |
| 4    | Roy Salvadori       | Cooper           | 15     | -   | -   | 3  | -   | -   | -   | 4   | 6   | -   | 2   | -   |
| 5    | Peter Collins       | Ferrari          | 14     | -   | 4   | -  | -   | -   | 2   | 8   | -   | -   | -   | -   |
|      | Harry Schell        | BRM              | 14     | -   | 2   | 6  | -   | 2   | -   | 2   | -   | -   | -   | 2   |
| 7    | Maurice Trintignant | Cooper           | 12     | -   | 8   | -  | -   | -   | -   | -   | 4   | -   | -   | -   |
|      | Luigi Musso         | Ferrari          | 12     | 6   | 6   | -  | -   | -   | -   | -   | -   | -   | -   | -   |
| 9    | Stuart Lewis-Evans  | Vanwall          | 11     | -   | -   | -  | -   | 4   | -   | 3   | -   | 4   | -   | -   |
| 10   | Phil Hill           | Ferrari          | 9      | -   | -   | -  | -   | -   | -   | -   | -   | -   | 5*  | 4   |
|      | Wolfgang von Trips  | Ferrari          | 9      | -   | -   | -  | -   | -   | 4   | -   | 3   | 2   | -   | -   |
|      | Jean Behra          | Maserati & BRM   | 9      | 2   | -   | 4  | -   | -   | -   | -   | -   | 3   | -   | -   |
| 13   | Jimmy Bryan         | Epperly          | 8      | -   | -   | -  | 8   | -   | -   | -   | -   | -   | -   | -   |
| 14   | Juan Manuel Fangio  | Maserati         | 7      | 4*  | -   | -  | -   | -   | 3   | -   | -   | -   | -   | -   |
| 15   | George Amick        | Epperly          | 6      | -   | -   | -  | 6   | -   | -   | -   | -   | -   | -   | -   |
| 16   | Johnny Boyd         | Kurtis Kraft     | 4      | -   | -   | -  | 4   | -   | -   | -   | -   | -   | -   | -   |
|      | Tony Bettenhausen   | Epperly          | 4      | -   | -   | -  | 4*  | -   | -   | -   | -   | -   | -   | -   |
| 18   | Jack Brabham        | Cooper           | 3      | -   | 3   | -  | -   | -   | -   | -   | -   | -   | -   | -   |
|      | Cliff Allison       | Lotus            | 3      | -   | -   | -  | -   | 3   | -   | -   | -   | -   | -   | -   |
|      | Joakim Bonnier      | BRM              | 3      | -   | -   | -  | -   | -   | -   | -   | -   | -   | -   | 3   |
| 21   | Jim Rathmann        | Epperly          | 2      | -   | -   | -  | 2   | -   | -   | -   | -   | -   | -   | -   |

| Pos. | Écurie        | Points  | ARG | MON | NL  | 500 | BEL | FRA | GBR | ALL | POR | ITA | MAR |
| ---- | ------------- | ------- | --- | --- | --- | --- | --- | --- | --- | --- | --- | --- | --- |
| 1    | Vanwall       | 48 (57) | -   | -   | 8   | -   | 8   | (6) | (3) | 8   | 8   | 8   | 8   |
| 2    | Ferrari       | 40 (57) | 6   | 6   | (2) | -   | 6   | 8   | 8   | (3) | 6   | (6) | (6) |
| 3    | Cooper-Climax | 31      | 8   | 8   | 3   | -   | -   | -   | 4   | 6   | -   | 2   | -   |
| 4    | BRM           | 18      | -   | 2   | 6   | -   | 2   | -   | 2   | -   | 3   | -   | 3   |
| 5    | Maserati      | 6       | 3   | -   | -   | -   | -   | 3   | -   | -   | -   | -   | -   |
| 6    | Lotus-Climax  | 3       | -   | -   | -   | -   | 3   | -   | -   | -   | -   | -   | -   |

## Statistiques
- 10e victoire en championnat du monde pour Stirling Moss ;
- 9e victoire en championnat du monde pour Vanwall en tant que constructeur ;
- 9e victoire en championnat du monde pour Vanwall en tant que motoriste. ;
- 14e et dernier Grand Prix de championnat du monde pour Stuart Lewis-Evans, accidenté au 42e tour et qui décédera des suites de ses blessures quelques jours plus tard ;
- 45e et dernier Grand Prix de championnat du monde pour Mike Hawthorn, champion du monde des pilotes à l'issue de cette course. Il annonce sa retraite sportive quelques jours plus tard. Le 22 janvier 1959, alors qu'au volant de sa Jaguar il vient de doubler la Mercedes de son ami le directeur d'écurie Rob Walker, il sort de la route, percute un arbre et décède presque aussitôt[14].